# Rodney Marsh (football)
Pour les articles homonymes, voir Rodney Marsh et Marsh.
Rodney Marsh, né le 11 octobre 1944 à Hatfield (Angleterre), est un footballeur anglais, qui évoluait au poste d'attaquant à Manchester City et en équipe d'Angleterre.

## Biographie

### En club
Rodney Marsh joue en Angleterre, en Irlande, et aux États-Unis. Il évolue principalement en faveur des clubs de Fulham, Queens Park Rangers, Manchester City et Tampa Bay Rowdies.
Il dispute un total de 203 matchs en Premier League, inscrivant 62 buts. Il réalise sa meilleure performance en Premier League lors de la saison 1964-1965, où il marque 17 buts en championnat avec Fulham. 
Avec les Queens Park Rangers, il marque un total de 106 buts en championnat, avec notamment 30 buts en Division 3 lors de la saison 1966-1967, et 21 buts en Division 2 lors de la saison 1970-1971.
Avec l'équipe de Manchester City, il joue deux matchs en Coupe des villes de foires face au club espagnol de Valence lors de la saison 1970-1971, inscrivant deux buts.

### En équipe nationale
Marsh reçoit neuf sélections avec l'équipe d'Angleterre entre 1971 et 1973, inscrivant un but. 
Il joue son premier match en équipe nationale le 10 novembre 1971, contre la Suisse. Ce match nul (1-1) à Londres rentre dans le cadre des éliminatoires de l'Euro 1972. Il inscrit son seul et unique but avec l'Angleterre le 20 mai 1972, contre le Pays de Galles, lors du British Home Championship (victoire 0-3 à Cardiff). Il joue son dernier match le 24 janvier 1973, contre le pays de Galles, lors des éliminatoires du mondial 1974 (score : 1-1 à Londres).

## Palmarès

### Avec QPR
- Vainqueur de la Coupe de la Ligue anglaise en 1967
- Champion d'Angleterre de D3 en 1967
- Vice-champion d'Angleterre de D2 en 1968

### Avec Manchester City
- Vainqueur du Charity Shield en 1972

### Avec Tampa Bay
- Finaliste de la North American Soccer League en 1978 et 1979